# Jung Da-bin
Jung Da-bin (25 de abril de 2000) es una actriz surcoreana que ha participado en dramas como "Ella era bonita" y "The Flowers in Prison" 

## Carrera
Primero obtuvo reconocimiento durante 2003 como modelo para Baskin-Robbins, siendo apodada "Ice Cream Girl". En 2005 debutó como actriz a través del drama  Wonderful Life. Desde entonces ha participado en varios dramas, incluyendo Ella era Bonita (2015) y The Flower in Prison (2016).
El 29 de abril de 2020 se unió al elenco principal de la serie Extracurricular (también conocida como "Human Lessons") donde dio vida a Seo Min-hee, la compañera de clases de Oh Ji-soo (Kim Dong-hee), que termina involucrándose en los actos criminales de su amigo por error.
El 17 de noviembre del mismo año se unió al elenco principal de la serie web Live On, donde interpretó a Baek Ho-rang, hasta el final de la serie el 12 de enero de 2021. Es una serie producida por Keyeast y Playlist Studio.

## Filmografía

### Series de televisión
| Año     | Título                            | Papel                                  | Red           | Ref.   |
| ------- | --------------------------------- | -------------------------------------- | ------------- | ------ |
| 2005    | Wonderful Life                    | Han Shin-bi                            | MBC           | [ 8 ]  |
| 2006    | Love Truly                        | Jang Hyo-won                           | MBC           | [ 9 ]  |
| 2008    | Iljimae                           | Bong-soon (joven)                      | SBS           | [ 10 ] |
| 2008    | The Kingdom of the Winds          | Princesa Se Ryu (joven)                | KBS           | [ 11 ] |
| 2009    | Star's Lover                      | Lee Ma-ri (joven, cameo)               | SBS           | [ 12 ] |
| 2009    | Can Anyone Love?                  | Oh Jang-mi                             | SBS           |        |
| 2010    | Life Is Beautiful                 | Lee Ji-na                              | SBS           | [ 13 ] |
| 2011    | Sign                              | Da-bin (Episodio 13-14)                | SBS           |        |
| 2011    | Manny                             | Oh Eun-bi                              | tvN           | [ 14 ] |
| 2011    | Miss Ripley                       | Jang Mi-ri (joven)                     | MBC           | [ 15 ] |
| 2011    | Deep Rooted Tree                  | Yeon-doo                               | SBS           | [ 16 ] |
| 2012    | Glass Mask                        | Kang Yi-kyung (joven)                  | tvN           | [ 17 ] |
| 2012    | Dream of the Emperor              | Gotaso (joven)                         | KBS           | [ 18 ] |
| 2013    | Ugly Alert                        | Gong Jin-joo (joven)                   | SBS           | [ 19 ] |
| 2013    | Thunderstruck Stationery          | Jung Da-bin                            | Tooniverse    | [ 20 ] |
| 2013    | Melody of Love                    | Han Tae-hee                            | KBS           | [ 21 ] |
| 2013    | Prime Minister and I              | Seo Hye-joo (joven, cameo, Episodio 6) | KBS           |        |
| 2014    | I Need Romance 3                  | Shin Joo-yeon (joven)                  | tvN           |        |
| 2014    | Thunderstruck Stationery 2        | Da-bin                                 | Tooniverse    |        |
| 2015    | Beating Again                     | Kim Soon-jung (joven)                  | JTBC          |        |
| 2015    | Save the Family                   | Son Da-hye                             | KBS           | [ 22 ] |
| 2015    | She Was Pretty                    | Kim Hye-jin / Kim Hye-rin (joven)      | MBC           | [ 23 ] |
| 2016    | The Flower in Prison              | Ok-nyeo (joven)                        | MBC           | [ 24 ] |
| 2016    | What's With Money?                | Na Bo-ram                              | Naver TV Cast | [ 25 ] |
| 2017    | Rebel: Thief Who Stole the People | Ok-ran                                 | MBC           | [ 26 ] |
| 2017    | My Sassy Girl                     | Gyun-hee                               | SBS           | [ 27 ] |
| 2018    | Should We Kiss First?             | Son Yi-deun                            | SBS           | [ 28 ] |
| 2020    | Extracurricular                   | Seo Min-hee                            | Netflix       | [ 29 ] |
| 2020-21 | Live On                           | Baek Ho-rang                           | JTBC          |        |
| 2022    | Anomalías                         | Kim Young-gi                           | Netflix       | [ 30 ] |
| 2023    | High Cookie                       | Choi Min-young                         | U+ Mobile TV  | [ 31 ] |

### Cine
| Año  | Título               | Papel                  | Ref.   |
| ---- | -------------------- | ---------------------- | ------ |
| 2004 | Shit Up!             |                        |        |
| 2004 | Marrying School Girl |                        |        |
| 2005 | Bravo, My Life       |                        |        |
| 2006 | Now and Forever      | Han Hye-won (de joven) |        |
| 2008 | Lost and Found       | niña                   |        |
| 2015 | Love Never Fails     | Park So-won            | [ 32 ] |
| 2018 | Middle School Girl A | Baek-hap               | [ 33 ] |

### Vídeos musicales
| Año  | Título de la canción | Artista              |
| ---- | -------------------- | -------------------- |
| 2006 | "Gracia"             | Lee Soo-young        |
| 2006 | "Cold"               | Lee Soo-young        |
| 2010 | "Su Nombre es Amor"  | Stay (Shim Tae-yoon) |
| 2015 | "Flame"              | Choa                 |
| 2017 | "It's U"             | Golden Child         |

## Discografía
| Año  | Canción                                                 | Álbum                 | Notas |
| ---- | ------------------------------------------------------- | --------------------- | ----- |
| 2021 | When My Loneliness Calls You (나의 외로움이 널 부를 때) | OST Pt.4 de "Live On" |       |

## Premios y nominaciones
| Año  | Premio           | Categoría          | Nominación           | Resultado | Ref.   |
| ---- | ---------------- | ------------------ | -------------------- | --------- | ------ |
| 2016 | MBC Drama Awards | Mejor Actriz Joven | La Flor en la Cárcel | Ganadora  | [ 36 ] |